# Stoenești (Argeș)
Stoenești is een Roemeense gemeente in het district Argeș.
Stoenești telt 4563 inwoners.